# FW:就職しました。
『FW:就職しました。』（フォワードしゅうしょくしました）は、Team.ねこかん【猫】の1枚目のメジャーデビューアルバム。2013年10月23日にスターチャイルドより発売された。

## 解説
Team.ねこかん【猫】のメジャー初のアルバムである。
アニメなどのタイアップ楽曲をすべて収録している。

## 収録曲

### CD
1. ニューゲーム（Instrumental）
作曲：nyanyannya / sham / せらみかる、編曲：せらみかる
2. ツナグキズナ
作詞・作曲・編曲：nyanyannya、ストリングスアレンジ：中島ノブユキ
  - 1stシングル

テレビアニメ『ヨスガノソラ』挿入歌
3. ぱんでみっく!!
作詞：nyanyannya、作曲：sham、編曲：Team.ねこかん[猫]
  - 2ndシングル

テレビアニメ『よんでますよ、アザゼルさん。』オープニングテーマ
4. salvage
作詞・作曲：nyanyannya、編曲：Team.ねこかん[猫]
テレビアニメ『ココロコネクトカコランダム』エンディングテーマ
5. Cry out
作詞・作曲：nyanyannya、編曲：Team.ねこかん[猫]
テレビアニメ『ココロコネクトキズランダム』エンディングテーマ
6. Like a Party
作詞・作曲：nyanyannya、編曲：Team.ねこかん[猫]
テレビアニメ『よんでますよ、アザゼルさん。』エンディングテーマ
7. I scream Chocolatl
作詞・作曲：nyanyannya、編曲：Team.ねこかん[猫]
テレビアニメ『ココロコネクトミチランダム』エンディングテーマ
8. ミラクル とらぶる New Face!
作詞：nyanyannya、作曲：sham、編曲：Team.ねこかん[猫]
テレビアニメOAD『よんでますよ、アザゼルさん。』オープニングテーマ
9. エアーマンが倒せない 天乙准花Ver. 
作詞：せら & たかにそ、作曲：せら、編曲：nyanyannya
『エアーマンが倒せない』の天乙准花版
10. ココロノカラ
作詞・作曲：nyanyannya、編曲：Team.ねこかん[猫]
テレビアニメ『ココロコネクトヒトランダム』エンディングテーマ
11. りばいばる!
作詞：nyanyannya、作曲：sham、編曲：Team.ねこかん[猫]、ストリングスアレンジ：福田真一朗
テレビアニメ『よんでますよ、アザゼルさん。Z』オープニングテーマ
12. Travelog
作詞：nyanyannya、作曲：sham、編曲：Team.ねこかん[猫]
テレビアニメOAD『よんでますよ、アザゼルさん。』エンディングテーマ
13. エアーマンが倒せない“3D”
作詞：せら & たかにそ、作曲：せら、編曲：nyanyannya
新曲
14. Sticky Lucky Stupids 米倉千尋ver．
作詞・作曲・編曲：nyanyannya
テレビアニメ『よんでますよ、アザゼルさん。Z』オープニングテーマエンディングテーマ
15. コンティニュー（Instrumental）
作曲・編曲：せらみかる

### DVD（初回仕様盤のみ）
1. 「エアーマンが倒せない“3D”」MUSIC CLIP